# 塔塔里尼夫
49°34′8″N 23°45′4″E / 49.56889°N 23.75111°E
塔塔里尼夫（烏克蘭語：Татаринів），是烏克蘭的村落，隸屬利沃夫州利維夫區，始建於1390年，面積24.91平方公里，2025年人口318，人口密度每平方公里23.52人。